# Ранчо-Алегре (Техас)
Ранчо-Алегре (англ. Rancho Alegre) — переписна місцевість (CDP) в США, в окрузі Джим-Веллс штату Техас. Населення — 1415 осіб (2020).

## Географія
Ранчо-Алегре розташоване за координатами 27°44′21″ пн. ш. 98°6′10″ зх. д. / 27.73917° пн. ш. 98.10278° зх. д. (27.739292, -98.102681).  За даними Бюро перепису населення США в 2010 році переписна місцевість мала площу 3,31 км², уся площа — суходіл.

## Демографія
Згідно з переписом 2010 року, у переписній місцевості мешкали 1704 особи в 546 домогосподарствах у складі 414 родин. Густота населення становила 515 осіб/км².  Було 635 помешкань (192/км²).
Расовий склад населення:
| - 86,8 % — білих - 0,1 % — корінних американців - 0,1 % — чорних або афроамериканців - 11,4 % — осіб інших рас |

До двох чи більше рас належало 1,6 %. Частка іспаномовних становила 95,7 % від усіх жителів.
За віковим діапазоном населення розподілялося таким чином: 29,9 % — особи молодші 18 років, 59,2 % — особи у віці 18—64 років, 10,9 % — особи у віці 65 років та старші. Медіана віку мешканця становила 31,8 року. На 100 осіб жіночої статі у переписній місцевості припадало 101,7 чоловіків;  на 100 жінок у віці від 18 років та старших — 94,9 чоловіків також старших 18 років.
Середній дохід на одне домашнє господарство  становив 44 362 долари США (медіана — 30 469), а середній дохід на одну сім'ю — 49 285 доларів (медіана — 37 632). Медіана доходів становила 40 243 долари для чоловіків та 22 500 доларів для жінок. За межею бідності перебувало 29,2 % осіб, у тому числі 25,9 % дітей у віці до 18 років та 9,7 % осіб у віці 65 років та старших.
Цивільне працевлаштоване населення становило 650 осіб. Основні галузі зайнятості: освіта, охорона здоров'я та соціальна допомога — 27,8 %, мистецтво, розваги та відпочинок — 21,1 %, сільське господарство, лісництво, риболовля — 13,4 %, роздрібна торгівля — 8,9 %.